# Sindre Walle Egeli
Sindre Walle Egeli (Larvik, 21 juni 2006) is een Noors voetballer die doorgaans als aanvaller speelt.

## Carrière
Egeli ontwikkelde zich als voetballer in de jeugdopleidingen van Nanset en Sandefjord in Noorwegen alvorens hij in februari 2022 de overstap zou maken naar het Deense Nordsjælland. Hij debuteerde als zeventienjarige op het hoogste niveau in de met 2-0 verloren wedstrijd tegen Kopenhagen op 26 februari 2024. Egeli viel in de 87e minuut in als vervanger van Christian Rasmussen.

### Internationaal
Egeli vertegenwoordigde alle nationale jeugdelftallen van de Noorse voetbalbond. Op 6 september 2024 volgde een debuut in het Noors voetbalelftal in de Nations League-wedstrijd tegen Kazachstan.